# Ruente
Ruente tỉnh và cộng đồng tự trị Cantabria, phía bắc Tây Ban Nha. Đô thị Ruente có diện tích là 65,86 ki-lô-mét vuông, dân số năm 2009 là 1048 người với mật độ 15,91 người/km². Đô thị này có cự ly 52 km so với Santander.